# 26642 Schlenoff
26642 Schlenoff este un asteroid din centura principală de asteroizi.

## Descriere
26642 Schlenoff este un asteroid din centura principală de asteroizi. A fost descoperit pe 6 mai 2000 la Socorro, New Mexico, în cadrul proiectului LINEAR. Asteroidul prezintă o orbită caracterizată de o semiaxă mare de 2,93 ua, o excentricitate de 0,04 și o înclinație de 2,8° în raport cu ecliptica.